# Рилска иглика
Рилската иглика (Primula deorum) е вид многогодишно тревисто растение от семейство Игликови, български ендемит и глациален реликт. Вписано е в Червената книга на България, Закона за биологичното разнообразие и Бернската конвенция като уязвим вид.

## Описание
Рилската иглика има дълго хоризонтално или наклонено коренище. Стъблото е високо между 2 и 39 cm, изправено, голо, под съцветието е лепкаво, зелено или виолетово. Листата са ланцетни до широколанцетни. Те са изправени, месести и събрани в приосновна розетка, отгоре са късо жлезистовлакнести, отдолу голи и сивозеленикави. Съцветието представлява наклонен сенник. Цветовете са 2 – 22 на брой, тъмновиолетови, тръбести, с дисковидна коронка и удълженосърцевидни венечни дялове, избеляващи при прецъфтяване. Плодът е разпуклива едногнездна кутийка. Периодът на цъфтеж е през юни – август, а на плодоновене – август – септември. Размножава се със семена и вегетативно.

## Разпространение
Видът обитава влажни места край потоци, торфища и езера, на мястото на стопени преспи. Популацията е фрагментирана поради специфичните екологични изисквания на вида, с добра численост и плътност, в много добро състояние. В района на Мусаленски езера са установени до 400 индивида на m2, на площ около 1000 m2.
Среща се във Витоша, между Голям Резен и Черни връх, както и в Рила, на височина между 1900 и 2800 m.